# Louis Le Garrec
Louis Le Garrec, né le 14 août 1902 à Tamatave, est un homme politique français.

## Mandats
- 21 octobre 1945 - 10 juin 1946 : député de Madagascar[2],[1].

Il est battu en décembre 1948 aux élections pour le siège du premier collège de Madagascar au Conseil de la République.